# Campeonato de Colombia de Ciclismo en Pista
El Campeonato de Colombia de Ciclismo en Pista (oficialmente: Campeonato Nacional de Pista Élite) es una competición ciclistica que se disputa en Colombia para determinar los campeones de las diferentes modalidades de ciclismo en pista. Se disputa anualmente y es organizado por la Federación Colombiana de Ciclismo.

## Sedes
| Año  | Ciudad       | Velódromo                                 |
| ---- | ------------ | ----------------------------------------- |
| 2009 | Barranquilla | Velódromo Rafael Vásquez                  |
| 2010 | Medellín     | Velódromo Martín Emilio Cochise Rodríguez |
| 2011 | Bogotá       | Velódromo Luis Carlos Galán               |
| 2012 | Cali         | Velódromo Alcides Nieto Patiño            |
| 2013 | Medellín     | Velódromo Martín Emilio Cochise Rodríguez |
| 2014 | Medellín     | Velódromo Martín Emilio Cochise Rodríguez |
| 2015 | Cali         | Velódromo Alcides Nieto Patiño            |
| 2016 | Medellín     | Velódromo Martín Emilio Cochise Rodríguez |
| 2017 | Cali         | Velódromo Alcides Nieto Patiño            |
| 2018 | Cali         | Velódromo Alcides Nieto Patiño            |
| 2019 | Cali         | Velódromo Alcides Nieto Patiño            |
| 2020 | Cancelado    | Cancelado                                 |
| 2021 | Cali         | Velódromo Alcides Nieto Patiño            |

## Pruebas en pista masculinas
Nota: Las banderas indican la liga departamental que representaron los ciclistas, no su lugar de origen. Un ciclista puede haber obtenido resultados representando a diferentes ligas a través de los años.

### Kilómetro contrarreloj
| Edición | Oro              | Plata                | Bronce            |
| ------- | ---------------- | -------------------- | ----------------- |
| 2009    | Leonardo Narváez | Carlos Monroy        | Jonathan Jiménez  |
| 2010    | Fabián Puerta    | Anderson Parra       | Leonardo Narváez  |
| 2011    | Fabián Puerta    | Anderson Parra       | Manuel Tunjano    |
| 2012    | Fabián Puerta    | Anderson Parra       | Andrés Torres     |
| 2013    | Fabián Puerta    | Santiago Ramírez     | Anderson Parra    |
| 2014    | Fabián Puerta    | Juan David Gutiérrez | Santiago Ramírez  |
| 2015    | Anderson Parra   | Juan David Gutiérrez | Diego Andrés Peña |
| 2016    | Santiago Ramírez | Anderson Parra       | Diego Andrés Peña |
| 2017    | Fabián Puerta    | Santiago Ramírez     | Anderson Parra    |
| 2018    | Kevin Quintero   | Rubén Murillo        | Anderson Parra    |
| 2019    | Santiago Ramírez | Kevin Quintero       | Rubén Murillo     |
| 2021    | Santiago Ramírez | Kevin Quintero       | Cristian Ortega   |

### Keirin
| Edición | Oro               | Plata                | Bronce               |
| ------- | ----------------- | -------------------- | -------------------- |
| 2010    | Fabián Puerta     | Jonathan Marín       | Leonardo Narváez     |
| 2011    | Fabián Puerta     | Cristian Tamayo      | Samir Cambindo       |
| 2012    | Fabián Puerta     | Leonardo Narváez     | Samir Cambindo       |
| 2013    | Fabián Puerta     | Santiago Ramírez     | Jonathan Marín       |
| 2014    | Fabián Puerta     | Anderson Parra       | Santiago Ramírez     |
| 2015    | Diego Andrés Peña | Anderson Parra       | Juan David Gutiérrez |
| 2016    | Santiago Ramírez  | Diego Andrés Peña    | Anderson Parra       |
| 2017    | Santiago Ramírez  | Juan David Gutiérrez | Kevin Quintero       |
| 2018    | Fabián Puerta     | Rubén Murillo        | Diego Peña           |
| 2019    | Kevin Quintero    | Santiago Ramírez     | Cristian Tamayo      |
| 2021    | Santiago Ramírez  | Cristian Ortega      | Juan Esteban Arenas  |

### Velocidad individual
| Edición | Oro              | Plata                | Bronce           |
| ------- | ---------------- | -------------------- | ---------------- |
| 2009    | Leonardo Narváez | Rodrigo Barros       | Jonathan Marín   |
| 2010    | Fabián Puerta    | Jonathan Marín       | Leonardo Narváez |
| 2011    | Fabián Puerta    | Cristian Tamayo      | Jonathan Marín   |
| 2012    | Leonardo Narváez | Fabián Puerta        | Anderson Parra   |
| 2013    | Fabián Puerta    | Anderson Parra       | Rubén Murillo    |
| 2014    | Fabián Puerta    | Anderson Parra       | Santiago Ramírez |
| 2015    | Fabián Puerta    | Juan David Gutiérrez | Anderson Parra   |
| 2016    | Santiago Ramírez | Diego Andrés Peña    | Anderson Parra   |
| 2017    | Santiago Ramírez | Fabián Puerta        | Anderson Parra   |
| 2018    | Kevin Quintero   | Anderson Parra       | Rubén Murillo    |
| 2019    | Kevin Quintero   | Santiago Ramírez     | Rubén Murillo    |
| 2021    | Kevin Quintero   | Santiago Ramírez     | Cristian Ortega  |

### Velocidad por equipos
| Edición | Oro                                                             | Plata                                                             | Bronce                                                                          |
| ------- | --------------------------------------------------------------- | ----------------------------------------------------------------- | ------------------------------------------------------------------------------- |
| 2009    | Bogotá Leonardo Narváez Diego Gutiérrez Manuel Tunjano          | Antioquia Jonathan Marín Rodrigo Barros Carlos Monroy             | Valle del Cauca Hernán Sánchez Samir Cambindo Fernández                         |
| 2010    | Antioquia Rubén Murillo Fabián Puerta Jonathan Marín            | Boyacá Carlos Monroy Anderson Parra Alexander Colmenares          | Bogotá Leonardo Narváez Diego Gutiérrez Manuel Tunjano                          |
| 2011    | Antioquia Cristian Tamayo Jonathan Marín Rubén Murillo          | Bogotá Leonardo Narváez Manuel Tunjano Diego Gutiérrez            | Boyacá Anderson Parra Carlos Monroy Wilmar Colmenares                           |
| 2012    | Antioquia Fabián Puerta Jonathan Marín Rubén Murillo            | Bogotá Diego Gutiérrez Leonardo Narváez Julián Suárez             | Boyacá Anderson Parra Wilman Colmenares Carlos Monroy                           |
| 2013    | Antioquia Fabián Puerta Santiago Ramírez Rubén Murillo          | Bogotá Leonardo Narváez Julián Suárez Diego Andrés Peña           | Boyacá Anderson Parra Alexander Colmenares Carlos Julio Monroy                  |
| 2014    | Bogotá Leonardo Narváez Diego Andrés Peña Julián Suárez         | Boyacá Anderson Parra Alexander Colmenares Luis Fernando Blanco   | Atlántico John Castillo Kevin Redondo Jonathan Marín                            |
| 2015    | Bogotá Julián Suárez Diego Andrés Peña Juan David Gutiérrez     | Antioquia Fabián Puerta Rubén Murillo Santiago Ramírez            | Boyacá Anderson Parra Alexander Colmenares Luis Fernando Blanco                 |
| 2016    | Antioquia Juan David Ochoa Rubén Murillo Santiago Ramírez       | Boyacá Anderson Parra Diego Andrés Peña Hector Alfonso Gutiérrez  | Valle del Cauca Samir Cambindo Cristian Tamayo Kevin Quintero                   |
| 2017    | Antioquia Santiago Ramírez Fabián Puerta Rubén Murillo          | Valle del Cauca Walter González Jhonnier Hernández Kevin Quintero | Boyacá Anderson Parra Alexander Colmenares Wilmer Ulloa                         |
| 2018    | Boyacá Anderson Parra Diego Peña Alexander Colmenares           | Valle del Cauca Kevin Quintero Samir Cambindo Jhonnier Hernández  | Antioquia Fabián Puerta Rubén Murillo Juan David Ochoa                          |
| 2019    | Antioquia Rubén Murillo Santiago Ramírez Vincent Pelluard       | Valle del Cauca Kevin Quintero Samir Cambindo Cristian Tamayo     | Bogotá Duván Delgado Juan Sebastián Peña Juan David Gutiérrez                   |
| 2021    | Antioquia Santiago Ramírez Rubén Darío Murillo Juan David Ochoa | Atlántico Anderson Parra Diego Peña Cristian Ortega               | Colombia PAD Miguel Ángel Sarmiento Carlos Daniel Echeverri Juan Esteban Arenas |

### Persecución individual
| Edición   | Oro                 | Plata               | Bronce              |
| --------- | ------------------- | ------------------- | ------------------- |
| 2009      | Jhon Freddy García  | Jairo Pérez         | Jaime Suaza         |
| 2010      | Prueba no realizada | Prueba no realizada | Prueba no realizada |
| 2011      | Juan Esteban Arango | Iván Mauricio Casas | Bryan Ramírez       |
| 2012      | Prueba no realizada | Prueba no realizada | Prueba no realizada |
| 2013      | Jonathan Restrepo   | Juan David Vargas   | Edgar Fonseca       |
| 2014      | Jonathan Restrepo   | Arles Castro        | Sebastián Castro    |
| 2015-2016 | Prueba no realizada | Prueba no realizada | Prueba no realizada |
| 2017      | Eduardo Estrada     | Brayan Sánchez      | Diego Ochoa         |
| 2018      | Brayan Sánchez      | Juan Esteban Arango | Eduardo Estrada     |
| 2019      | Brayan Sánchez      | Félix Barón         | José Serpa          |
| 2021      | Juan Esteban Arango | Bryan Gómez         | Juan Pablo Zapata   |

### Persecución por equipos
| Edición | Oro                                                                            | Plata                                                                                           | Bronce                                                                             |
| ------- | ------------------------------------------------------------------------------ | ----------------------------------------------------------------------------------------------- | ---------------------------------------------------------------------------------- |
| 2009    | Valle del Cauca Jhon Freddy García González Carlos Alzate Figueroa             | Antioquia Stiber Ortiz Weimar Roldán Jaime Suaza Jairo Salas                                    | Boyacá Jairo Pérez Fonseca Vargas Ulloa                                            |
| 2010    | Antioquia Arles Castro Jaime Suaza Weimar Roldán Juan Esteban Arango           | Bogotá Edwin Ávila Camilo Suárez Armando Cárdenas Jarlinson Pantano                             | Cundinamarca Pedro Nelson Torres Daniel Balsero José Romero Camilo Torres          |
| 2011    | Antioquia Arles Castro Carlos Urán Weimar Roldán Juan Esteban Arango           | Bogotá Brayan Ramírez Camilo Suárez Dubán Agudelo Jarlinson Pantano                             | Cundinamarca Walter Pedraza Nelson Castillo Daniel Balsero Wilson Marentes         |
| 2012    | Antioquia Juan Esteban Arango Andrés Torres Weimar Roldán Kevin Ríos           | Meta Antonio Alarcón Cristian Gutiérrez Omar Mendoza Duván Arévalo                              | Valle del Cauca Cristian Naranjo Juan Martín Mesa Jhon Freddy García Andrés Alzate |
| 2013    | Antioquia Weimar Roldán Arles Castro Kevin Ríos Jonathan Restrepo              | Boyacá Juan Sebastián Molano Yeison Chaparro Camilo Ulloa Wilmer Ulloa                          | Bogotá Camilo Suárez Juan David Vargas Félix Barón Jordan Parra                    |
| 2014    | Antioquia Brayan Sánchez Arles Castro Jonathan Restrepo Kevin Ríos             | Bogotá Jordan Parra Pedro Nelson Torres Camilo Suárez Carlos Urán                               | Valle del Cauca Jarlinson Pantano Juan Martín Mesa Cristian Tamayo Dalivier Ospina |
| 2015    | Antioquia Arles Castro Brayan Sánchez Kevin Ríos Jairo Cano Salas              | Bogotá Pedro Nelson Torres Camilo Pedroza Carlos Ospina Carlos Urán                             | Meta Fernando Orjuela Omar Mendoza Antonio José Alarcón Duván Arévalo              |
| 2016    | Valle del Cauca Jarlinson Pantano Dalivier Ospina Juan Martín Mesa Bryan Gómez | Boyacá Yeison Chaparro Javier Gómez Diego Ochoa Wilmer Ulloa                                    | Antioquia Brayan Sánchez Jonathan Ospina Carlos Tobón Edwar Stiber Ortiz           |
| 2017    | Antioquia Juan Esteban Arango Weimar Roldán Brayan Sánchez Arles Castro        | Bogotá Edwin Ávila Carlos Urán Jordán Parra Wilmar Molina                                       | Boyacá Javier Gómez Julián David Molano Diego Ochoa Wilmer Ulloa                   |
| 2018    | Antioquia Marvin Angarita Carlos Tobón Brayan Sánchez Juan Esteban Arango      | Boyacá Javier Gómez Miguel Flórez Yeison Chaparro Diego Ochoa                                   | Bogotá Jordan Parra Carlos Urán Juan Esteban Guerrero Wilmar Molina                |
| 2019    | Antioquia Marvin Angarita Carlos Tobón Brayan Sánchez Juan Esteban Arango      | Valle del Cauca Carlos Eduardo Alzate Javier Steven González Dalivier Ospina Sebastián González | Bolívar Félix Barón Nicolás García Álvarez José Serpa Eduardo Yépez                |
| 2021    | Antioquia Juan Esteban Arango Marvin Angarita Carlos Tobón Julián Osorio       | Bogotá Brandon Rojas Jordan Parra Camilo Antonio Torres Wilmar Molina                           | Valle del Cauca Juan Pablo Zapata Bryan Gómez Heberth Gutiérrez Juan Martín Mesa   |

### Carrera por puntos
| Edición | Oro                 | Plata              | Bronce                 |
| ------- | ------------------- | ------------------ | ---------------------- |
| 2010    | Carlos Ospina       | Weimar Roldán      | Walter Pedraza         |
| 2011    | Arlex Castro        | Camilo Suárez      | Miguel Diaz            |
| 2012    | Juan Esteban Arango | Weimar Roldán      | Iván Mauricio Casas    |
| 2013    | Edgar Fonseca       | Weimar Roldán      | Fernando Orjuela       |
| 2014    | Edgar Fonseca       | Yeison Chaparro    | Jarlinson Pantano      |
| 2015    | Pedro Nelson Torres | Javier Gómez       | Cristian Camilo Talero |
| 2016    | Yeison Chaparro     | Jarlinson Pantano  | Félix Barón            |
| 2017    | Diego Ochoa         | Andrés Miguel Díaz | Eduardo Estrada        |
| 2018    | Eduardo Estrada     | Yeison Chaparro    | Walter Pedraza         |
| 2019    | Weimar Roldán       | Dalivier Ospina    | Pedro Torres           |
| 2021    | Anderson Arboleda   | Brandon Rojas      | Marvin Angarita        |

### Scratch
| Edición | Oro                 | Plata                  | Bronce                 |
| ------- | ------------------- | ---------------------- | ---------------------- |
| 2009    | Duván Agudelo       | Andrés Miguel Díaz     | Élder Herrera          |
| 2010    | Juan Pablo Valencia | Carlos Alzate          | Miguel Ángel Rubiano   |
| 2011    | Camilo Suárez       | Andrés Miguel Díaz     | Weimar Roldán          |
| 2012    | José Jaimes         | Wilmer Ulloa           | Juan Esteban Arango    |
| 2013    | Jonathan Marín      | Weimar Roldán          | Duván Arévalo          |
| 2014    | Arles Castro        | Duván Arévalo          | Andrés Miguel Díaz     |
| 2015    | Sergio Argüello     | Arles Castro           | Dubán Agudelo          |
| 2016    | Carlos Andrés Tobón | Eduardo Estrada        | Jordán Parra           |
| 2017    | Jordán Parra        | Nelson Soto Martínez   | Wilmer Ulloa           |
| 2018    | Cristian Tamayo     | Javier Gómez           | Jordan Parra           |
| 2019    | Félix Barón         | Miguel Ángel Sarmiento | Wílmar Molina          |
| 2021    | Fabián Espinel      | Jordan Parra           | Miguel Ángel Sarmiento |

### Madison o Americana
| Edición | Oro                                             | Plata                                             | Bronce                                                    |
| ------- | ----------------------------------------------- | ------------------------------------------------- | --------------------------------------------------------- |
| 2009    | Cundinamarca Pedro Nelson Torres Walter Pedraza | Valle del Cauca Jhon Freddy García González       | Antioquia Stiber Ortiz Weimar Roldán                      |
| 2010    | Antioquia Weimar Roldán Carlos Ospina           | Cundinamarca Wilson Marentes N/D                  | Bogotá Edwin Ávila Miguel Ángel Rubiano                   |
| 2011    | Antioquia Arles Castro Weimar Roldán            | Boyacá Yeison Chaparro Camilo Ulloa               | Bogotá Camilo Suárez Dubán Agudelo                        |
| 2012    | Antioquia Juan Esteban Arango Weimar Roldán     | Valle del Cauca Andrés Alzate Juan Martín Mesa    | Boyacá Jeisson Ulloa Edgar Fonseca                        |
| 2013    | Bogotá Camilo Suárez Jordán Parra               | Antioquia Weimar Roldán Juan Esteban Arango       | Boyacá Yeison Chaparro Édgar Fonseca                      |
| 2014    | Antioquia Kevin Ríos Jonathan Restrepo          | Boyacá Yeison Chaparro Édgar Fonseca              | Bogotá Jordán Parra Pedro Nelson Torres                   |
| 2015    | Bogotá Pedro Nelson Torres Jordán Parra         | Cundinamarca Steven Manuel Cuesta Wilson Marentes | Risaralda Miguel Ángel Sosa Juan Esteban Berrio           |
| 2016    | Bogotá Edwin Ávila Carlos Ospina                | Antioquia Weimar Roldán Edwar Stiber Ortiz        | Valle del Cauca Mario Alejandro Paz Carlos Andrés Camargo |
| 2017    | Bogotá Edwin Ávila Jordán Parra                 | Valle del Cauca Carlos Alzate Brayan Gómez        | Antioquia Juan Esteban Arango Weimar Roldán               |
| 2018    | Antioquia Juan Esteban Arango Brayan Sánchez    | Bogotá Jordan Parra Edwin Ávila                   | Valle del Cauca Dalivier Ospina Bryan Gómez               |
| 2019    | Antioquia Juan Esteban Arango Weimar Roldán     | Bogotá Pedro Torres Carlos Urán                   | Caldas Walter Pedraza Alejandro Ruiz                      |
| 2021    | Bogotá Brandon Rojas Jordan Parra               | Antioquia Juan Esteban Arango Carlos Tobón        | Valle del Cauca Juan Pablo Zapata Bryan Gómez             |

### Ómnium
| Edición | Oro                   | Plata             | Bronce                |
| ------- | --------------------- | ----------------- | --------------------- |
| 2009    | Carlos Alzate         | Carlos Colmenares | Carlos Castellanos    |
| 2010    | Juan Esteban Arango   | Carlos Urán       | Wilson Marentes       |
| 2011    | Juan Esteban Arango   | Carlos Urán       | Jonathan Jiménez      |
| 2012    | Juan Esteban Arango   | José Jaimes       | Jhon Freddy García    |
| 2013    | Juan Esteban Arango   | Fernando Gaviria  | Juan Sebastián Molano |
| 2014    | Juan Sebastián Molano | Kevin Ríos        | Juan Martín Mesa      |
| 2015    | Kevin Ríos            | Carlos Urán       | Juan Martín Mesa      |
| 2016    | Marvin Angarita       | Jonathan Ospina   | Juan Martín Mesa      |
| 2017    | Carlos Urán           | Juan Martín Mesa  | Javier Gómez          |
| 2018    | William Muñoz         | Nicolas García    | Jordan Parra          |
| 2019    | Juan Esteban Arango   | Walter Pedraza    | Carlos Eduardo Alzate |
| 2021    | Juan Esteban Arango   | Anderson Arboleda | Néstor Rueda          |

## Pruebas en pista femeninas
Nota: Las banderas indican la liga departamental que representaron las ciclistas, no su lugar de origen. Una ciclista puede haber obtenido resultados representando a diferentes ligas a través de los años.

### 500 metros contrarreloj
| Edición | Oro                 | Plata               | Bronce          |
| ------- | ------------------- | ------------------- | --------------- |
| 2009    | Diana García Orrego | Milena Salcedo      | Sol Angie Roa   |
| 2010    | Diana García Orrego | Juliana Gaviria     | Milena Salcedo  |
| 2011    | Juliana Gaviria     | Diana García Orrego | Milena Salcedo  |
| 2012    | Juliana Gaviria     | Paula Ossa          | Milena Salcedo  |
| 2013    | Juliana Gaviria     | Diana García Orrego | Martha Bayona   |
| 2014    | Juliana Gaviria     | Diana García Orrego | Martha Bayona   |
| 2015    | Juliana Gaviria     | Sol Angie Roa       | Martha Ojeda    |
| 2016    | Martha Bayona       | Juliana Gaviria     | Sol Angie Roa   |
| 2017    | Martha Bayona       | Diana García Orrego | Camila Guerrero |
| 2018    | Martha Bayona       | Diana García Orrego | Juliana Gaviria |
| 2019    | Martha Bayona       | Diana García Orrego | Camila Guerrero |

### Keirin
| Edición | Oro                 | Plata               | Bronce               |
| ------- | ------------------- | ------------------- | -------------------- |
| 2010    | Diana García Orrego | Milena Salcedo      | Maritza Ceballos     |
| 2011    | Diana García Orrego | Milena Salcedo      | Vanessa Botero       |
| 2012    | Juliana Gaviria     | Milena Salcedo      | Vanessa Botero       |
| 2013    | Juliana Gaviria     | Diana García Orrego | Martha Ojeda         |
| 2014    | Diana García Orrego | Juliana Gaviria     | Sol Angie Roa        |
| 2015    | Diana García Orrego | Sol Angie Roa       | Martha Bayona        |
| 2016    | Martha Bayona       | Juliana Gaviria     | Luisa Fernanda Parra |
| 2017    | Martha Bayona       | Sol Angie Roa       | Diana García Orrego  |
| 2018    | Martha Bayona       | Diana García Orrego | Juliana Gaviria      |
| 2019    | Martha Bayona       | Camila Guerrero     | Diana García Orrego  |

### Velocidad individual
| Edición | Oro                 | Plata               | Bronce              |
| ------- | ------------------- | ------------------- | ------------------- |
| 2009    | Diana García Orrego | Milena Salcedo      | Maritza Ceballos    |
| 2010    | Diana García Orrego | Juliana Gaviria     | Maritza Ceballos    |
| 2011    | Diana García Orrego | Juliana Gaviria     | Milena Salcedo      |
| 2012    | Juliana Gaviria     | Paula Ossa          | Vanessa Botero      |
| 2013    | Diana García Orrego | Juliana Gaviria     | Martha Bayona       |
| 2014    | Juliana Gaviria     | Diana García Orrego | Sol Angie Roa       |
| 2015    | Juliana Gaviria     | Sol Angie Roa       | Diana García Orrego |
| 2016    | Martha Bayona       | Juliana Gaviria     | Sol Angie Roa       |
| 2017    | Martha Bayona       | Diana García Orrego | Sol Angie Roa       |
| 2018    | Martha Bayona       | Diana García Orrego | Martha Ojeda        |
| 2019    | Martha Bayona       | Diana García Orrego | Juliana Gaviria     |

### Velocidad por equipos
| Edición | Oro                                            | Plata                                                 | Bronce                                           |
| ------- | ---------------------------------------------- | ----------------------------------------------------- | ------------------------------------------------ |
| 2009    | Antioquia Diana García Orrego Maritza Ceballos | Bogotá Sol Angie Roa Milena Salcedo                   | Boyacá Serika Gulumá Puin                        |
| 2010    | Antioquia Diana García Orrego Juliana Gaviria  | Bogotá Milena Salcedo Yesenia Narvaez                 | Cundinamarca Martha Alvarado Denisse Velásquez   |
| 2011    | Antioquia Diana García Orrego Juliana Gaviria  | Bogotá Milena Salcedo Paula Ossa                      | Cundinamarca Denisse Velásquez Claudia Castaño   |
| 2012    | Bogotá Paula Ossa Milena Salcedo               | Antioquia Juliana Gaviria Maritza Ceballos            | Cundinamarca Denisse Velásquez Claudia Castaño   |
| 2013    | Antioquia Juliana Gaviria Diana García Orrego  | Atlántico Martha Ojeda Chesly Tatiana Caicedo         | Valle del Cauca Vanessa Botero Valentina Gómez   |
| 2014    | Antioquia Juliana Gaviria Diana García Orrego  | Atlántico Marta Catalina Ojeda Chesly Tatiana Caicedo | Bogotá Sol Angie Roa Luisa Parra                 |
| 2015    | Antioquia Diana García Orrego Juliana Gaviria  | Atlántico Martha Ojeda Chesly Tatiana Caicedo         | Bogotá Luisa Parra Sol Angie Roa                 |
| 2016    | Antioquia Juliana Gaviria Martha Bayona        | Boyacá Sol Angie Roa Martha Ojeda                     | Bogotá Diana García Orrego Camila Guerrero       |
| 2017    | Bogotá Camila Guerrero Diana García Orrego     | Antioquia María Fernanda Paz Martha Bayona            | Valle del Cauca Valentina Gómez Valentina Ocampo |
| 2018    | Antioquia Martha Bayona Juliana Gaviria        | Bogotá Camila Guerrero Diana García Orrego            | Valle del Cauca Valeria Cardoso Valentina Gómez  |
| 2019    | Antioquia Martha Bayona Juliana Gaviria        | Bogotá Camila Guerrero Diana García Orrego            | Boyacá Angie Roa Martha Ojeda                    |

### Persecución individual
| Edición   | Oro                 | Plata               | Bronce              |
| --------- | ------------------- | ------------------- | ------------------- |
| 2009      | Lorena Vargas       | Rocío Bernal        | Serika Gulumá       |
| 2010      | Prueba no realizada | Prueba no realizada | Prueba no realizada |
| 2011      | María Luisa Calle   | Ana Rocío Bernal    | Lorena Vargas       |
| 2012      | Prueba no realizada | Prueba no realizada | Prueba no realizada |
| 2013      | Jessica Parra       | María Luisa Calle   | Andreína Rivera     |
| 2014      | María Luisa Calle   | Andreína Rivera     | Lorena Vargas       |
| 2015-2016 | Prueba no realizada | Prueba no realizada | Prueba no realizada |
| 2017      | Camila Valbuena     | Jessica Parra       | Lorena Vargas       |
| 2018      | Jessica Parra       | Serika Gulumá       | Lina Hernández      |
| 2019      | Lina Hernández      | Jessica Parra       | Camila Valbuena     |

### Persecución por equipos
| Edición | Oro                                                                 | Plata                                                                                    | Bronce                                                                          |
| ------- | ------------------------------------------------------------------- | ---------------------------------------------------------------------------------------- | ------------------------------------------------------------------------------- |
| 2010    | Antioquia Elizabeth Agudelo Andreína Rivera Diana García Orrego     | Boyacá Rocío Bernal Serika Gulumá Lorena Colmenares                                      | Bogotá Luz Adriana Tovar Viviana Velásquez Marcela Alfonso                      |
| 2011    | Cundinamarca Viviana Velásquez Luz Adriana Tovar Marcela Alfonso    | Antioquia Andreína Rivera Diana García Orrego María Luisa Calle                          | Valle del Cauca Magaly Trujillo Mónica Méndez Mónica Montoya                    |
| 2012    | Antioquia Andreína Rivera Nicol Estrada María Luisa Calle           | Boyacá Rocío Bernal Serika Gulumá Ana Milena Fagua                                       | Bogotá Angie Rojas Liliana Moreno Laura Lozano                                  |
| 2013    | Bogotá Milena Salcedo Jessica Parra Angie Guzmán Liliana Romero     | Antioquia María Luisa Calle Valentina Paniagua Nicol Estrada Andreína Rivera             | Boyacá Claudia Buitrago Angie Sanabria Ana Milena Fagua Diana Carolina Palacios |
| 2014    | Bogotá Camila Valbuena Laura Lozano Milena Salcedo Angie Guzmán     | Antioquia María Luisa Calle Valentina Paniagua Andreína Rivera Jessenia Meneses          | Boyacá Serika Gulumá Lorena Colmenares Ana Milena Fagua Angie Sanabria          |
| 2015    | Bogotá Jessica Parra Camila Valbuena Angie Guzmán Milena Salcedo    | Boyacá Serika Gulumá Lorena Colmenares Ana Milena Fagua Angie Sanabria                   | Antioquia Monica Calderon Valentina Paniagua Carolina Upegui Nicole Estrada     |
| 2016    | Bogotá Jessica Parra Camila Valbuena Tatiana Dueñas Milena Salcedo  | Antioquia Estefania Herrera Paula Patiño Carolina Upegui María Fernanda Paz              |                                                                                 |
| 2017    | Bogotá Milena Salcedo Tatiana Dueñas Jessica Parra Camila Valbuena  | Antioquia Jessenia Meneses Monica Calderon Katherin Steisy Montoya Daniela Giraldo Marín | Valle del Cauca Kimberly Escobar Yesenia Álvarez Marynés Prada Lorena Villada   |
| 2018    | Bogotá Lina Mábel Rojas Tatiana Dueñas Jessica Parra Milena Salcedo | Antioquia Lina Hernández Daniela Atehortúa Estefanía Herrera Jessenia Meneses            | Boyacá Angie Sanabria Lorena Colmenares Jessica Hurtado Serika Gulumá           |
| 2019    | Prueba no realizada                                                 | Prueba no realizada                                                                      | Prueba no realizada                                                             |

### Carrera por puntos
| Edición | Oro               | Plata             | Bronce                |
| ------- | ----------------- | ----------------- | --------------------- |
| 2009    | Lorena Vargas     | Elizabeth Agudelo | Andrea Botero         |
| 2010    | Laura Lozano      | Luz Adriana Tovar | Lorena Colmenares     |
| 2011    | Lorena Colmenares | Mónica Méndez     | Luz Adriana Tovar     |
| 2012    | María Luisa Calle | Laura Lozano      | Lorena Vargas         |
| 2013    | Liliana Moreno    | Jessica Parra     | Lina Dueñas           |
| 2014    | María Luisa Calle | Lorena Colmenares | Serika Gulumá         |
| 2015    | Serika Gulumá     | Lorena Vargas     | Ana Cristina Sanabria |
| 2016    | Lorena Colmenares | Jessica Parra     | Carolina Upegui       |
| 2017    | Lorena Colmenares | Laura Lozano      | Marynés Prada         |
| 2018    | Lorena Colmenares | Serika Gulumá     | Luisa Naranjo         |
| 2019    | Lina Hernández    | Lorena Colmenares | Laura Castillo        |

### Scratch
| Edición | Oro               | Plata             | Bronce             |
| ------- | ----------------- | ----------------- | ------------------ |
| 2009    | Elizabeth Agudelo | Mónica Méndez     | Laura Lozano       |
| 2010    | Lorena Colmenares | Serika Gulumá     | Mónica Méndez      |
| 2011    | Milena Salcedo    | Viviana Velásquez | Lorena Colmenares  |
| 2012    | Milena Salcedo    | María Luisa Calle | Maritza Ceballos   |
| 2013    | Milena Salcedo    | Jessica Parra     | Maritza Ceballos   |
| 2014    | Jessica Parra     | Angie Guzmán      | Valentina Paniagua |
| 2015    | Milena Salcedo    | Serika Gulumá     | Lorena Vargas      |
| 2016    | Carolina Upegui   | Angie Guzmán      | Milena Salcedo     |
| 2017    | Marynés Prada     | Milena Salcedo    | María Fernanda Paz |
| 2018    | Marynés Prada     | Milena Salcedo    | Lorena Colmenares  |
| 2019    | Marynés Prada     | Katherin Montoya  | Lina Mábel Rojas   |

### Madison o Americana
| Edición   | Oro                                   | Plata                                       | Bronce                                         |
| --------- | ------------------------------------- | ------------------------------------------- | ---------------------------------------------- |
| 2010-2016 | Prueba no realizada                   | Prueba no realizada                         | Prueba no realizada                            |
| 2017      | Bogotá Milena Salcedo Jessica Parra   | Boyacá Serika Gulumá Lorena Colmenares      | Antioquia Jessenia Meneses María Fernanda Paz  |
| 2018      | Bogotá Jessica Parra Milena Salcedo   | Valle del Cauca Marynés Prada Lorena Vargas | Antioquia Lina Hernández Daniela Atehortúa     |
| 2019      | Bogotá Jessica Parra Lina Mábel Rojas | Antioquia Lina Hernández Estefanía Herrera  | Risaralda María Fernanda Rojas Manuela Cardona |

### Ómnium
| Edición | Oro               | Plata             | Bronce                |
| ------- | ----------------- | ----------------- | --------------------- |
| 2009    | Lorena Vargas     | Andrea Botero     | Mónica Montoya        |
| 2010    | Lorena Colmenares | Viviana Velásquez | Serika Gulumá         |
| 2011    | Lorena Colmenares | Laura Lozano      | Lorena Vargas         |
| 2012    | Milena Salcedo    | Andreína Rivera   | Serika Gulumá         |
| 2013    | Milena Salcedo    | Andreína Rivera   | Maritza Ceballos      |
| 2014    | Milena Salcedo    | Lorena Colmenares | Ana Milena Fagua      |
| 2015    | Milena Salcedo    | Lorena Colmenares | Lorena Vargas         |
| 2016    | Lorena Colmenares | Angie Guzmán      | Ana Cristina Sanabria |
| 2017    | Tatiana Dueñas    | Kimberly Escobar  | Lorena Colmenares     |
| 2018    | Lina Mábel Rojas  | Carolina Upegui   | Tatiana Dueñas        |
| 2019    | Lina Hernández    | Lina Mábel Rojas  | Kimberly Escobar      |